# Адмір Адрович
Адмір Адрович (чорн. Admir Adrović / Адмир Адровић, нар. 8 травня 1988, Іванград) — чорногорський футболіст, нападник клубу «Далянь Трансенденс».

## Клубна кар'єра
Народився 8 травня 1988 року в місті Іванград. Вихованець футбольної школи клубу «Беране» з рідного міста. Дорослу футбольну кар'єру розпочав 2005 року в основній команді того ж клубу, в якій провів два сезони, взявши участь у 37 матчах чемпіонату.
Своєю грою за цю команду привернув увагу представників тренерського штабу клубу «Сутьєска», до складу якого приєднався 2007 року. Відіграв за клуб з Никшича наступні три сезони своєї ігрової кар'єри. Більшість часу, проведеного у складі «Сутьєски», був основним гравцем атакувальної ланки команди. Після цього недовго пограв на правах оренди за іранський «Дамаш».
З 1 липня 2011 року грав у складі «Будучності». У першому сезоні за новий клуб став найкращим бомбардиром чемпіонату з 22 забитими м'ячами, вигравши і титул чемпіона країни, а на наступний рік повторив цей успіх з 15 забитими голами і став віце-чемпіоном країни та переможцем національного Кубка.
У червні 2013 року Ардович перейшов в румунський клуб «Пандурій», але не закріпився у команді і в серпні 2014 року повернувся в «Будучност».
З грудня 2014 року грав у складі бахрейнського «Аль-Мухаррака», де провів півроку, а з липня 2015 року виступав за клуб «Гонконг Пегасус», провівши наступний сезон. В подальшому грав за чорногорську «Младост» і тайський «Сукхотхай».
29 червня 2018 року уклав контракт до кінця року з китайським клубом «Далянь Трансенденс». Станом на 31 грудня 2018 року відіграв за далянську команду 8 матчів в національному чемпіонаті.

## Виступи за збірну
Протягом 2008—2010 років залучався до складу молодіжної збірної Чорногорії. На молодіжному рівні зіграв у 9 офіційних матчах, забив 1 гол.

## Титули і досягнення
- Чемпіон Чорногорії: 2011/12
- Володар Кубка Чорногорії: 2012/13, 2017/18
- Володар Кубка Гонконгу: 2015/16
- Найкращий бомбардир чемпіонату Чорногорії: 2011/12 (22 голи), 2012/13 (15)
- Найкращий бомбардир чемпіонату Гонконгу: 2015/16